# Sagogn
Sagogn (hasta 1943 oficialmente en alemán: Sagens) es una comuna suiza del cantón de los Grisones, situada en la región de Surselva. Limita al norte con las comunas de Falera y Laax, al este con Flims y Versam, al sur con Valendas y Castrisch, y al oeste con Schluein.

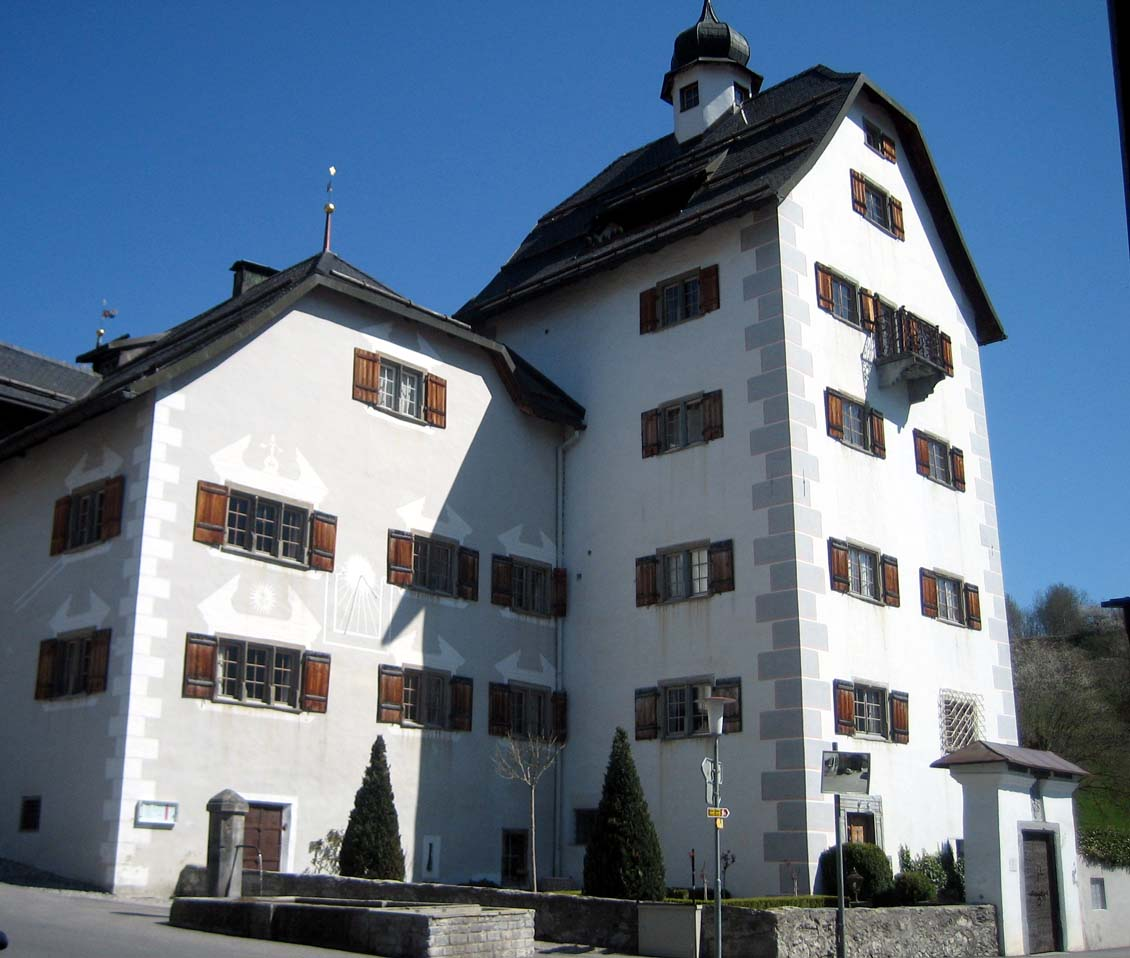
Castillo de Aspermont.